# 서유린
서유린(徐有隣, 1738년 ~ 1802년)은 조선 후기의 문신이다. 본관은 대구. 자는 원덕(元德), 호는 영호(潁湖), 시호는 문헌(文獻)이다.

## 생애
1766년(영조 42년) 정시문과에 급제하였고, 1772년에는 도승지(都承旨), 부교리(副校理)와 대사헌도 지냈다.
1780년(정조 4년) 전라도관찰사(全羅道觀察使), 1781년(정조 5년)에는 호조판서에 올랐고 1784년 병조판서에 임명되었다. 1786년에는 좌참찬에 올랐으며 1788년에 공시당상(貢市堂上) 되었다.
1790년 왕명으로 ‘증수무원록(增修無寃錄)’을 국역했으며 사육신 중 하나인 유응부의 묘비의 관리를 잘 하도록 경제적 뒷받침을 하였다.
1792년에는 선혜청당상이 되었고 3년 후에는 판의금부사(判義禁府事)를 거쳐 한성부판윤(漢城府判尹)과 수원부유수(水原府留守)를 지냈다. 1800년(순조 즉위년)~ 1801년(순조 1년)에는 정순왕후와 벽파에 의해 경흥에 유배되었고 1802년에 죽었다.